# Force aérienne nationale angolaise
La force aérienne nationale d'Angola (en portugais : Força Aérea Nacional Angolana), abrégé en FANA, est la branche aérienne des forces armées de l'Angola.

## Historique
Elle fut établie, après l'indépendance de l'Angola vis-à-vis du Portugal, le 21 janvier 1976 en tant que force aérienne et de défense aérien populaire d'Angola (Força Aérea Popular de Angola/Defesa Aérea e Antiaérea (FAPA/DAA)) et utilisa initialement les avions laissés par la force aérienne portugaise.
Elle a participé activement à guerre civile angolaise et a affronté les forces sud-africaines soutenant l'UNITA avec l'appui d'un fort contingent cubain et d'instructeurs soviétiques, est-allemands et roumains lors de la guerre de la frontière sud-africaine. Au moins deux MiG-21 et un hélicoptère Mil Mi-8 angolais ont été abattus par des Mirage F1 de la force aérienne sud-africaine, le premier MiG-21 étant détruit le 6 novembre 1981 et le second le 5 octobre 1982.
Le 7 août 1988, un BAe 125-800 de l'aviation du Botswana transportant le président  Ketumile Masire est endommagé par deux missiles tirés par un MiG-23 angolais piloté par un cubain qui ne l'avais pas identifié. Le président et d'autres personnes sont blessés.
Octobre 1997 bombardement de la ville de Brazzaville par l’aviation angolaise. le 13 octobre, quatre Mig-21 angolais bombardent à Brazzaville les dernières places fortes de Pascal Lissouba

## Aéronefs

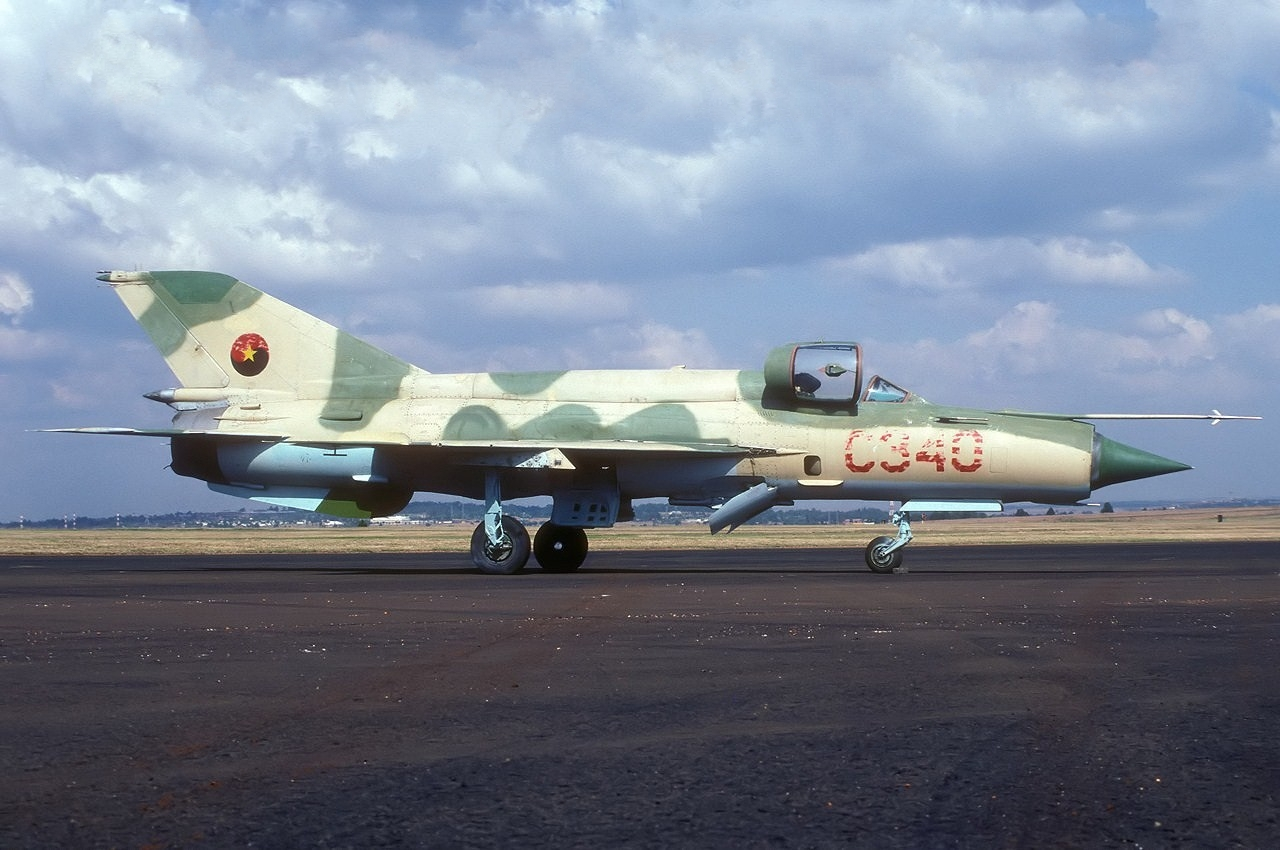
MiG-21 de la force aérienne angolaise en 1993.

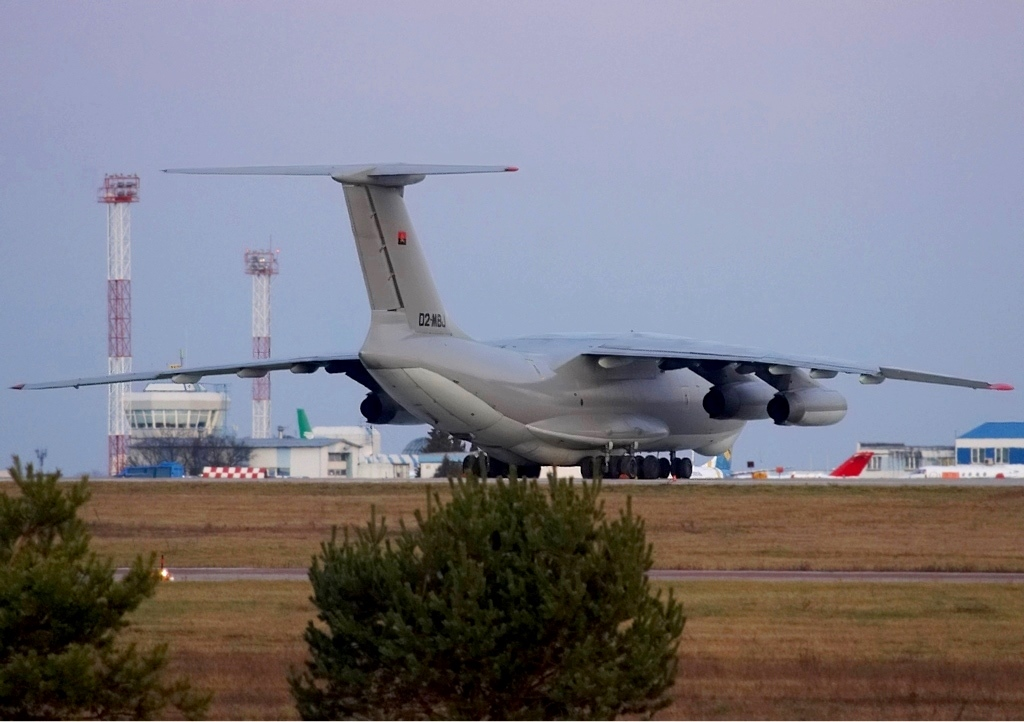
Un Il-76TD angolais en Ukraine en 2008.

Les appareils en service en 2016 sont les suivants :
| Aéronefs                        | Origine          | Type                                            | En service      | Versions             |
| Avion de chasse                 | Avion de chasse  | Avion de chasse                                 | Avion de chasse | Avion de chasse      |
| ------------------------------- | ---------------- | ----------------------------------------------- | --------------- | -------------------- |
| Mikoyan-Gourevitch MiG-21       | Union soviétique | Avion de chasse                                 | 20              | MiG-21MF MiG-21Bis   |
| Mikoyan-Gourevitch MiG-23       | Union soviétique | Avion de chasse                                 | 188             | MiG-23MLMiG-23BN/UB  |
| Soukhoï Su-22                   | Union soviétique | Chasseur-bombardier                             | 13              | Su-22M4              |
| Soukhoï Su-24                   | Union soviétique | Bombardier                                      | 1+              | Su-24M2              |
| Soukhoï Su-25                   | Union soviétique | Avion d'attaque au sol                          | 82              | Su-25Su-25UBK        |
| Soukhoï Su-27                   | Union soviétique | Avion de chasse et de supériorité aérienne      | 5 1             | Su-27 Su-27UB        |
| Soukhoï Su-30                   | Russie           | Avion multirôle                                 | 12              | Su-30K               |
| Avion de transport              |                  |                                                 |                 |                      |
| Iliouchine Il-76                | Russie           | Avion de transport tactique                     | 4               | Il-76TD              |
| Antonov An-12                   | Union soviétique | Avion de transport                              | 6               | An-12BP              |
| Antonov An-26                   | Union soviétique | Avion de transport                              | 12              |                      |
| Antonov An-32                   | Union soviétique | Avion de transport                              | 2               |                      |
| Antonov An-72                   | Union soviétique | Avion de transport                              | 8               |                      |
| CASA C-212 Aviocar              | Espagne          | Avion de transport Avion de patrouille maritime | 43              | C-212-300MC-212-200M |
| Embraer Legacy 600              | Brésil           | Avion de transport VIP                          | 1               | EMB-135BJ Legacy 600 |
| Yakovlev Yak-40                 | Union soviétique | Avion de transport VIP                          | 1               |                      |
| Avion d'entraînement            |                  |                                                 |                 |                      |
| Embraer EMB-314 Super-Tucano    | Brésil           | Avion d'entraînement Avion d'attaque au sol     | 3 (3)           |                      |
| Embraer EMB-312 Tucano          | Brésil           | Avion d'entraînement Avion d'attaque au sol     | 13              |                      |
| Aero L-39 Albatros              | Tchéquie         | Avion d'entraînement                            | 2               | L-39ZC               |
| Aero L-29 Delfin                | Tchéquie         | Avion d'entraînement                            | 6               |                      |
| Pilatus PC-9                    | Suisse           | Avion d'entraînement                            | 4               |                      |
| Pilatus PC-7                    | Suisse           | Avion d'entraînement                            | 5               |                      |
| Zlín Z 42                       | Tchécoslovaquie  | Avion d'entraînement                            | 6               | Z-142                |
| Hélicoptère                     |                  |                                                 |                 |                      |
| Bell 212                        | États-Unis       | Hélicoptère polyvalent                          | 8               |                      |
| Mil Mi-17 Hip                   | Union soviétique | Hélicoptère de transport                        | 27              | Mi-8 Hip/Mi-17 Hip H |
| Mil Mi-24 Hind                  | Union soviétique | Hélicoptère de transport et de combat           | 22              | Mi-24Mi-35           |
| Sud-Aviation SA316 Alouette III | France           | Hélicoptère léger polyvalent                    | 9               | IAR-316              |
| Sud-Aviation SA342 Gazelle      | France           | Hélicoptère utilitaire léger                    | 8               | SA342M               |
| Aérospatiale AS565 Panther      | France           | Hélicoptère utilitaire                          | 8               |                      |

## Bases aériennes
Ses principales bases se situent à Luanda, Belas, Luena, Kuito, Lubango et Moçâmedes. La plupart d'entre elles furent construites par le Portugal pendant la guerre froide lorsque l'Angola était encore une colonie portugaise.